# Миллер, Иван Егорович
 Иван Егорович (Иоганн) Миллер (Мюллер) нем.  Müller(Miller)Johann  (1 июля 1750, Германия — 1 августа 1823, Казань, Российская империя.) — историк, географ, директор Иркутской гимназии, краевед, адъюнкт всемирной истории, географии и статистики.

## Биография
Родился 1 июля 1750 года в Германии. Образование получил в Дрезденской гимназии и в Лейпцигском университете, а затем переселившись в Россию в 1798 году сделался преподавателем новых языков во втором Петербургском кадетском корпусе и латинского языка в главном немецком училище. Затем был учителем немецкого языка в Екатеринославском институте и в институте повивальном. В июле 1804 года удостоился всемилостивейшей награды за издание немецкого Санкт-Петербургского журнала. Оставив службу в Санкт-Петербурге Миллер 22 июня 1805 года получил должность учителя французского и немецкого языка в Астраханской гимназии. После его ходатайства перед попечителем Румовским, 23 января 1808 года Миллер назначен в Казанский университет адъюнктом по кафедре всемирной истории, географии и статистики. 27 октября 1809 года Миллер был перемещён на должность директора училищ Иркутской губернии, почему в ноябре и прекратил чтение лекции. Перед сменой должности Е. И. Миллер позаботился о получение звания почётного члена-корреспондента Казанского университета. Вследствие чего у него была возможность пополнять университетскую коллекцию естественно-историческими предметами. Однако в 1816 году Миллер был переведен на должность директора народного училища в Казани.

## Труды
- Sur la pierrefameuse de Beluges (lepishusonis). — 1805 – 1806.
- Известия о славных астраханских рыбных промыслах. — 1805 – 1806.
- Статистические сведения об Астрахани. — 1809.
- Собрание известий, служащих к истории и географии Сибири // Казанские известия. — 1813. — № 47.
- Об иноверцах, в Иркутской губернии обитающих // Казан. изв. 1813. № 47, 50.
- Путешествие И. Е. Миллера из Иркутска в Нерчинск в августе 1811 года, им самим описанное // Духовный журн. 1816. Ч. 13. № 28-31.
- Известия об одной достопримечательности пещер в Сибири // Казанские известия. — 1816. — № 220.
- Мой путь из Иркутска в Киренск (в 1814) // Казан. изв. 1816. № 52.
- Опыт добывания масла из подсолнечника // Труды вольно-эконом. Общ.. — 1818. — Вып. IX.
- Краткое историческое обозрение учебных заведений в Иркутской губернии // Период. соч. об успехах народ. просв. 1830. № 27.